# Изенгьен, Филипп-Ламораль де Ганд-Вилен
Филипп-Ламораль де Ганд-Вилен (фр. Philippe-Lamoral de Gand-Vilain; 1587 — 6 января 1631, Лилль), граф д'Изенгьен — государственный и военный деятель Испанских Нидерландов.

## Биография
Сын Жака-Филиппа де Ганд-Вилена, графа д'Изенгьена, и Одили де Клераут.
Сеньор де Мамин, де Лом, Кампингем, и прочее, дворянин палаты эрцгерцога Альбрехта.
При жизни отца носил титул барона де Рассенгьена. Штатгальтеры Нидерландов эрцгерцог Альбрехт и инфанта Изабелла Клара Евгения, осведомленные о его достатке и лояльности, 22 июня 1607 грамотой, выданной в Брюсселе, назначили Филиппа-Ламораля верховным бальи городов, области и графства Алст, на место сеньора де Шассе. 27 июля он принес присягу перед президентом и членами Счетной палаты Их Высочеств в Лилле. Немного времени спустя, с согласия отца, стал титуловаться графом д'Изенгьен.
18 марта 1618 Альбрехт посвятил Филиппа-Ламораля в рыцари, и через несколько дней отправил с посольством к курфюрсту Кёльнскому Фердинанду Баварскому, князю-епископу Льежскому, которого граф нашел в Льеже в окружении большого числа рыцарей.
В 1620 году эрцгерцог дал Изенгьену комиссион для найма в армию короля Испании роты из ста кирасир, с которыми граф служил в течение года.
6 февраля 1624, после смерти Хуана де Роблеса, графа д'Аннапа, Филипп-Ламораль был назначен губернатором Лилля, Дуэ и Орши. Принес присягу в Лилле 12 мая. В 1629 также получил должность кампмейстера терсио из 3200 голов, разделенного на 17 рот.
В 1630 году был пожалован Филиппом IV в рыцари ордена Золотого руна, но не успел получить инсигнии, так как умер «почти во цвете лет» в Лилле 6 января 1631.

## Семья
Жена (22.10.1611): Изабо-Маргерита де Мерод (ум. 11.06.1679), дочь Шарля-Филиппа де Мерод, графа Мидделбурга, и Жанны де Монморанси, дамы де Круазий
Дети:
- Максимильен II де Ганд-Вилен, граф д'Изенгьен. 1 июля 1628, после смерти деда, получил роту из сорока тяжеловооруженных всадников. Был холост
- Бальтазар-Филипп де Ганд-Вилен (1616—27.02.1680), князь д'Изенгьен и де Мамин. Жена: Луиза Энрикес де Сармьенто-и-Сальватьерра, дочь Диего Сармьенто де Сотомайора, графа де Сотомайора, и Леоноры де Луна-и-Сармьенто
- Амбруаз де Ганд-Вилен, ум. малолетним
- Адриан-Жозеф-Виктор де Ганд-Вилен
- Луи-Жак-Франсуа де Ганд-Вилен. Кампмейстер валлонского полка, ум. в Барселоне
- Жак-Филипп-Феликс де Ганд-Вилен, ум. малолетним
- Изабель-Клер де Ганд-Вилен (ум. 1664). Канонисса в Монсе. Муж (22.09.1638): Филипп-Эммануэль де Крой, граф де Сольр (1611—1670)
- Филиппа-Онорина де Ганд-Вилен, придворная дама инфанты Изабеллы
- Луиза де Ганд-Вилен
- Клод-Тереза де Ганд-Вилен. Канонисса в Мобёже
- Жанна де Ганд-Вилен, ум. малолетней
- Мари-Мадлен-Эжени де Ганд-Вилен (28.04.1622—4.09.1674). Муж: 1) Фердинанд де Мерод, маркиз де Вестерло (1626—1658); 2) (27.07.1659): Альбер-Франсуа де Крой, граф ван Меген (ок. 1615—1674)
- Мари-Альберта де Ганд-Вилен. Канонисса в Нивеле. Муж: Гийом де Мерод, маркиз де Дейнсе
- Маргерита де Ганд-Вилен, ум. малолетней